# Helena Gizela Stupan
Helena Gizela Stupan (rojena Tominšek), slovenska filologinja in univerzitetna profesorica, doktorica arheologije * 21. april 1900, Kranj, † 29. oktober 1992, Ljubljana.

## Življenje
Rodila se je kot hči slovenskega slavista in planinca, urednika Planinskega vestnika Josipa Tominška in matere Barbare (rojena Hoofner). Otroštvo je preživela v Ljubljani, kjer je bil oče zaposlen kot profesor. Kasneje je še začasno živela v Gorici. Ko je oče postal ravnatelj klasične gimnazije v Mariboru, se je družina preselila tja. Helena je bila prvo dekle, ki je skupaj z dečki obiskovalo to šolo od prvega do osmega razreda. 1918 je zaključila srednjo šolo in se vpisala na Univerzo v Gradcu. Študirala je slavistiko, germanistiko, romanistiko in pedagogiko, poslušala je tudi predavanja iz antične književnosti. Izpopolnjevala se je na univerzah v Strasbourgu, pariški Sorbonni in na Karlovi univerzi v Pragi. Ker je oče do konca študija finančno podpiral sinove, hčere pa le do konca srednje šole, je ob študiju poučevala za preživetje. Po opravljenem učiteljskem strokovnem izpitu se je na graški univerzi vpisala na filozofijo, smer arheologija in leta 1925 doktorirala na podlagi rigorozov in disertacijskih tem: Vorgeschichtliche Lebensreste im Bacherngebiet, den Windischen Bücheln und im Pettauerfeld, in pa: Flurnamen, die auf die ältesten Lebensreste hindeuten. Tako je postala prva slovenska doktorica arheologije. Kasneje se je vpisala še na Univerzo v Zagrebu, kjer je diplomirala še iz slovenščine in nemščine kot glavnih predmetov in češčine kot stranskega predmeta. Tu je opravila tudi strokovni profesorski izpit.  
1932 se je poročila z Bogomirjem Stupanom, profesorjem zgodovine. Imela sta dva otroka, Tanjo in Mitja. Med drugo svetovno vojno so jih Nemci  zaprli v mariborsko kasarno, zaplenili so jim stanovanje in bogato knjižnico v njem in jo z možem in otroki 22. junija 1941 izgnali v Srbijo. Živeli so v veliki stiski, dokler ni Helena dobila zaposlitve na gimnaziji v Knjaževcu, kjer je med letoma 1941 in 1945 poučevala nemščino in francoščino.
Leta 1945 so se vrnili v Maribor. Poleg poučevanja na klasični gimnaziji je postala tudi republiška inšpektorica za slovenski jezik in tuje jezike na srednjih šolah v Mariboru in pomočnica republiškega inšpektorja za gimnazije za te jezike. Dijake je seznanjala z zgodovino slovenske literature, s tokovi zahodnoevropske družboslovne misli in jim tako pri pouku slovenščine širila obzorje preko začrtanih učnih programov. Z možem sta se preselila v Ljubljano, kjer je leta 1952 postala ravnateljica Gimnazije Vič. 1959 je postala lektorica za nemščino na katedri za germansko filologijo na Filozofski fakulteti v Ljubljani, leto kasneje pa je  prevzela predavanja iz nemške književnosti. Upokojila se je leta 1974.

## Delo
Kot profesorica na germanistiki Filozofske fakultete je pisala učbenike za srednje šole, saj je bil oddelek za germanistiko precej let kadrovsko zanemarjen. Z njenim prihodom je študij germanistike dobil nove dimenzije: v predavanja je vključevala sodobno književnost, aktualna spoznanja in nove literarnodidaktične metode, s katerimi je pri študentih spodbujala zanimanje za nemško književnost. Leta 1952 je pri založbi Obzorja v Mariboru izdala nemško berilo za začetnike z naslovom Pravljice in burke (Märchen und Schwänke) (COBISS). Za pouk slovenske književnosti je napisala tudi dodaten učbenik Od Prešerna do Cankarja, ki je izšel leta 1955 prav tako v Mariboru. Leta 1968 je izdala svoje najpomembnejše delo Nemška književnost, prvi prikaz nemške književnosti v slovenskem jeziku. V knjigo so vključeni odlomki nekaterih pesmi slovenskih pesnikov. Sestavila je Nemško literarno berilo za srednje šole, ki je izšlo leta 1953 pri Državni založbi Slovenije v Ljubljani; vanj je vključen krajši pregled nemške slovstvene zgodovine. 
Bila je razgledana in zavzeta pedagoginja. Njena predavanja so bila živahna, vanj pa je vključevala tedanjo najnovejšo književnost v Avstriji in Švici. 
Za svoje predano in uspešno dolgoletno pedagoško delo je bila leta 1965 odlikovana z redom dela s srebrnim vencem.